# Kursath (Unnao)
Kursath è una suddivisione dell'India, classificata come nagar panchayat, di 6.030 abitanti, situata nel distretto di Unnao, nello stato federato dell'Uttar Pradesh. 